# 枪头棘隙吸虫
枪头棘隙吸虫（学名：Echinochasmus beleocephalus）为棘口科棘隙属的动物。分布于俄罗斯以及中国大陆的福建、江西等地，营寄生生活，宿主绿头鸭、家鸭、苍鹭、长尾鹭、草鹭、家鸡、大白鹭、白鹭、夜鹭以及寄生于肠。